# Groß Sarau
Groß Sarau település Németországban, Schleswig-Holstein tartományban. Lakosainak száma 1088 fő (2023. december 31.).

## Népesség
A település népességének változása:
| Lakosok száma | 684  | 1002 | 993  | 1027 | 1053 | 1088 |
|               | 1975 | 2017 | 2019 | 2021 | 2022 | 2023 |